# Новоукраїнський район
Новоукраїнський район (Новоукраїнщина) — район Кіровоградської області в Україні, утворений 2020 року. Адміністративний центр — місто Новоукраїнка. Площа — 5202,9 км² (21,2 % площі області), населення — 140,5 тис. осіб (2020).

## Історія
Район створено відповідно до постанови Верховної Ради України № 807-IX від 17 липня 2020 року. До його складу увійшли: Помічнянська, Маловисківська, Новомиргородська, Новоукраїнська міські, Добровеличківська, Смолінська селищні, Піщанобрідська, Тишківська, Злинська, Мар'янівська, Ганнівська, Глодоська, Рівнянська сільські територіальні громади.

## Передісторія земель району
Раніше територія району входила до складу Новоукраїнського (1923—2020), Добровеличківського, Маловисківського, Новомиргородського районів, ліквідованих тією ж постановою.